# Kurt Uihlein
Kurt Heinz Uihlein (* 14. November 1919 in Bad Harzburg; † 5. November 2013 in Hannover) war ein deutscher Tapetenfabrikant, Kaufmann, Unternehmer und Mäzen. Der Honorarkonsul war mehr als vier Jahrzehnte Präsident der von ihm gegründeten Deutsch-Jordanischen Gesellschaft. Auch als Templer und Freimaurer verstand der mehrfach Geehrte sein Lebenswerk in der Hilfe und Zusammenführung von Menschen, galt insbesondere als „Brückenbauer“ zwischen den Menschen der arabischen Welt und dem deutschen Kulturraum.

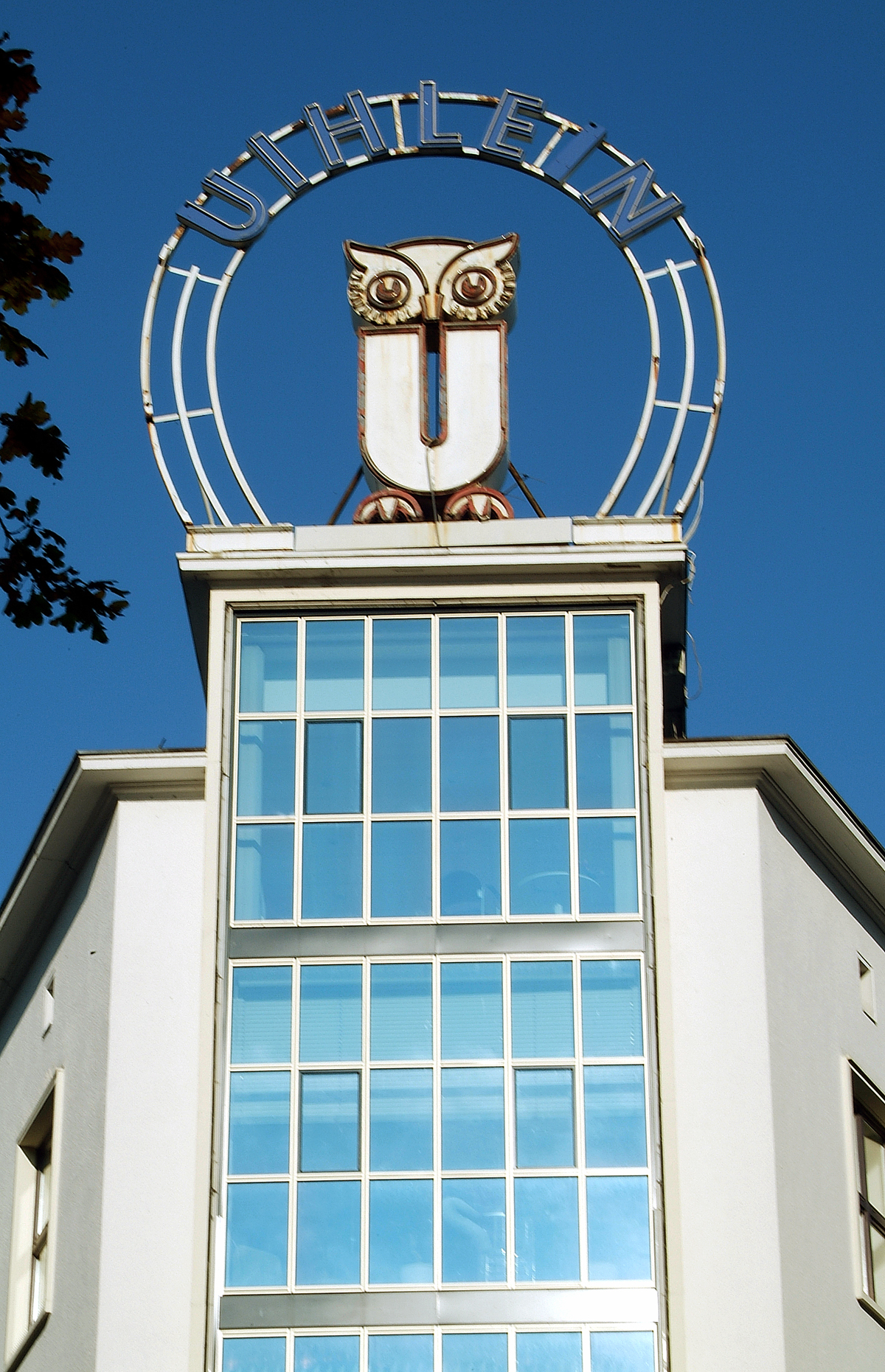
Das Tapetenhaus Uihlein in der Andreaestraße 1 (mit der Eule auf dem Dach) gehört noch heute zum Besitz der Familie

## Leben

### Jugend
Geboren im Harz zur Zeit der Weimarer Republik, besuchte Kurt Uihlein – gemeinsam mit den Enkeln des ehemaligen deutschen Kaisers Wilhelm II. – die Schule auf Schloss Ettersburg. Zur Zeit des Nationalsozialismus durchlief er eine Lehre als Bankkaufmann und diente anschließend während des Zweiten Weltkrieges von 1939 bis 1945 als Soldat bei der Luftwaffe.

### Engagement
Unmittelbar nach dem Krieg begannen Uihleins maßgebliche Aktivitäten am Wiederaufbau der durch die Luftangriffe auf Hannover insbesondere im Zentrum weitgehend zerstörten Stadt. So konnte er bereits 1945 das familieneigene Grundstück in der Bahnhofstraße in Hannover so erweitern, dass er dort einen größeren Handelshof errichten konnte. Uihlein gründete die Unternehmensgruppe UHU, das Uihlein-Handelshof-Unternehmen. UHU war ein Mischkonzern aus einem Wirtschafts-Dienstleister, einer Zentrale für den Tauschhandel, einer bereits zuvor in Bad Harzburg gegründeten Transport-Firma, einem Reisebüro, einer Agentur für Bühnen, einer Annoncen-Expedition, ergänzt durch das Restaurant Uhustuben, dem später die Eulenspiegel-Kabarettbühne angegliedert wurde. Zudem betätigte sich der Kaufmann als erster privater Telefonanbieter Hannovers nach dem Kriege.
Uihlein engagierte sich zeitweilig in bis zu 68 verschiedenen Vereinen, Organisationen und Verbänden. Seine Arbeiten in Vorstands- und Aufsichtsrats-Gremien brachten dem Unternehmer „einen ausgezeichneten Ruf in der hannoverschen Geschäftswelt“ ein. Seine Ehefrau Brigitte unterstützte Uihlein in vielen Bereichen.

### Mitwirken im Tempelherren-Orden und der Freimaurer-Loge
1960 wurde Kurt Uihlein in Paris von dem damaligen Großmeister von Frankreich, General Daniel Zdrojewski, in den Deutschen Tempelherren-Orden aufgenommen. 1962 lernte Uihlein König Hussein kennen sowie das von ihm regierte Land Jordanien. An seinem 44. Geburtstag, am 14. November 1963 gründete Kurt Uihlein in Hannover die Deutsch-Jordanische Gesellschaft, mittels der der kommunikations- und kooperationsfähige Unternehmer unter der Devise „Jordanien braucht Freunde“ in kurzer Zeit Tat- und hilfsbereite Menschen für das verarmte Volk um sich sammelte. Nachdem Uihlein 1965 zum Honorarkonsul des Königreichs ernannt worden war, sammelte er nach dem Sechstagekrieg für die Flüchtlinge des Landes in den Jahren 1967 bis 1969 rund 250000 DM sowie an die 50000 Wolldecken ein. Auch etwa 200 Öfen gegen die Kälte in den Zeltlagern sowie eine mobile Zahnstation erreichten so die Notleidenden in Jordanien. Bis etwa 1970 summierten sich die Hilfsleistungen von Uihlein und seiner Mitstreiter auf rund eine Million DM.
Von 1973 bis 1981 stand Kurt Uihlein der Freimaurerloge Licht und Wahrheit als Meister vom Stuhl vor. Bei einer seiner neunzehn Reisen nach Jordanien begleitete er 1977 den damaligen Bundesaußenminister Hans-Dietrich Genscher, gehörte er 1983 beim Staatsbesuch in Ägypten, Saudi-Arabien und in das haschemitische Königreich zur Delegation von Bundeskanzler Helmut Kohl. Kulturell förderte der Kaufmann insbesondere die Erforschung der ehemaligen Hauptstadt der Nabatäer – der sagenumwobenen Felsenstadt Petra widmete sich seinerzeit insbesondere der Archäologe Karl Schmitt-Korte. Ein Ergebnis dieser Förderung war eine 1976 im Kestner-Museum in Hannover begonnene Wanderausstellung, an deren Eröffnung 700 Personen teilnahmen und die anschließend in acht weiteren Städten gezeigt wurde. 1986 lud Uihlein in Celle zu einem „Tag der Deutsch-Arabischen Freundschaft“ ein. Für sein interkulturelles Engagement wurde der Ordensherr von seinem mittlerweile zum Freund gewordenen König Hussein I. schließlich mit der höchsten Auszeichnung Jordaniens geehrt.
Nachdem Kurt Uihlein bereits 1988 zum Ehrenmitglied des Deutschen Tempelherren-Ordens ernannt worden war, wurde der Honorarkonsul 1997 zudem mit dem Bundesverdienstkreuz 1. Klasse ausgezeichnet.

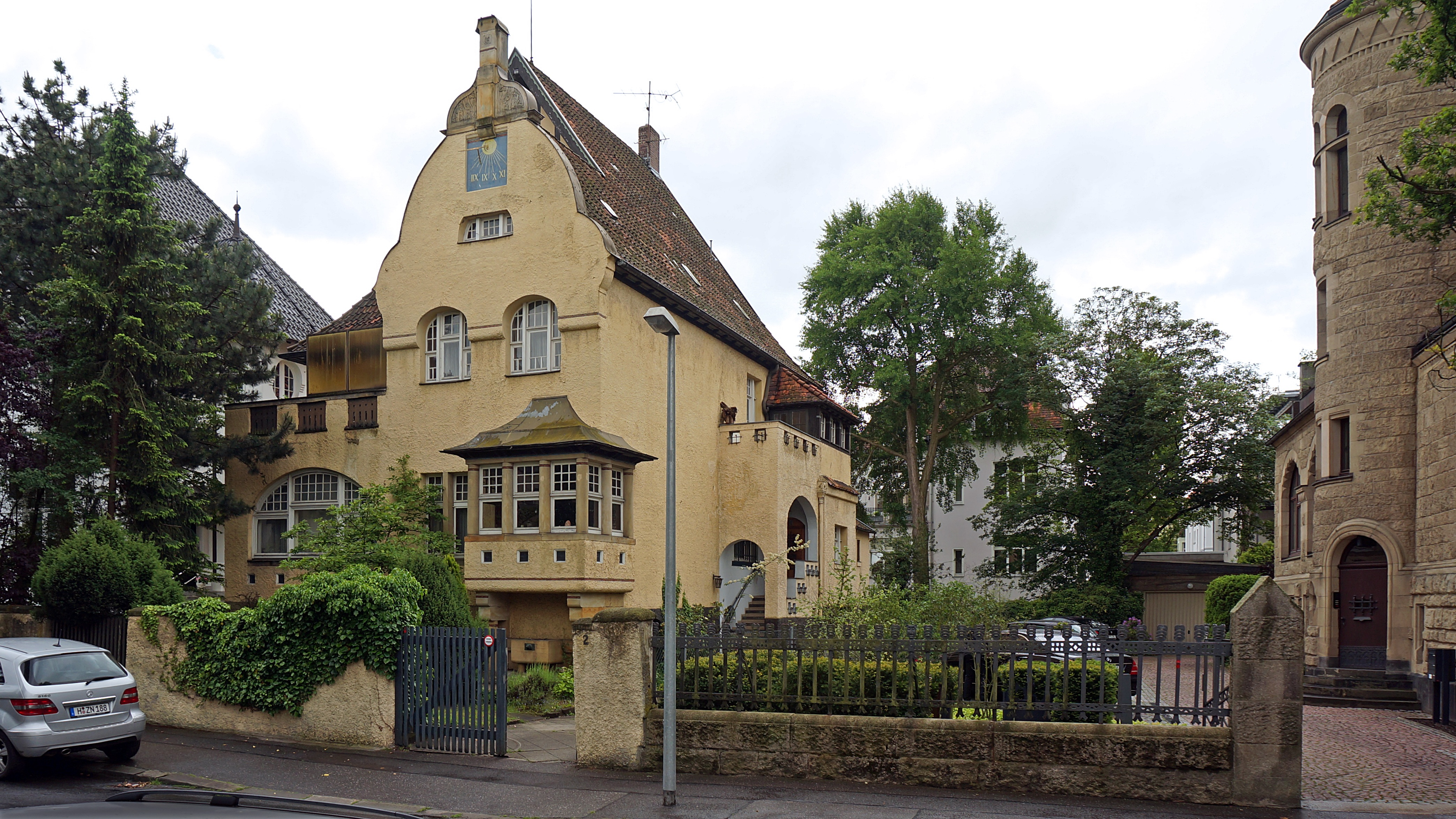
Uihleins Wohnsitz Ludwig-Barnay-Straße 2

Ende des 20. Jahrhunderts bewohnte der Konsul Uihlein mit seiner Familie das Haus Ludwig-Barnay-Straße 2.
Im Rahmen der Expo 2000 fand – unter der Schirmherrschaft von König Abdullah II. und vertreten durch seinen Bruder Prinz Faisal – das Euro-Mediterranea-Symposion zum Thema The Legacy of King Hussein. A Vision of the Middle-East statt, bei denen neben Uihlein am Vorabend im Jordanischen Pavillon als auch am Symposion selbst eine Delegation weiterer Mitglieder des Tempelherren-Ordens teilnahm. 2003 feierte die Deutsch-Jordanische Gesellschaft mit rund 300 Gästen das 40-jährige Jubiläum der Freundschaftsgesellschaft, der Kurt Uihlein seit ihrer Gründung ununterbrochen als Präsident vorstand. Von der „völkerverbindenden Gastfreundschaft“ des Ehepaares Uihlein künden 53 Erinnerungsbücher, in denen sich rund 35.000 Einträge und Unterschriften internationaler Persönlichkeiten des öffentlichen Lebens finden.

### Letzte Jahre
Am Festakt im Neuen Rathaus von Hannover zum 50-jährigen Jubiläum der Deutsch-Jordanischen Gesellschaft im Jahr 2013 konnte der knapp 94-Jährige nicht mehr persönlich teilnehmen. Er starb kurze Zeit später, am 5. November desselben Jahres.

## Nachleben
An Stelle des ehemaligen Handelshofes des Kaufmanns Kurt Uihlein an der Bahnhofstraße von Hannover findet sich heute (Stand: April 2015) das 1966 bis 1967 erbaute und 1976 am Ernst-August-Platz ergänzte Warenhaus Kaufhof. Im Besitz der Familie blieb jedoch das Tapetenhaus Uihlein an der Andreaestraße 1 nahe dem Kröpcke.

## Ehrungen
- 1988: Ehrenmitglied des Deutschen Tempelherren-Ordens
- 1997: Bundesverdienstkreuz 1. Klasse